# Jadranka Đokić
Jadranka Đokić (Pula, 14. siječnja 1981.) je hrvatska kazališna, televizijska i filmska glumica.

## Životopis
Jadranka prva kazališna iskustva stječe kroz dramski studio INK Pula pod mentorskim vodstvom Roberta Raponje, za vrijeme kojih je ostvarila niz uloga. Nakon upisa na Akademiju dramske umjetnosti prvi profesionalni angažman dobiva u predstavi Proljetno buđenje u režiji Ozrena Prohića u Teatru ITD, a na filmu debitira ulogom Lidije u filmu "Fine mrtve djevojke" u režiji Dalibora Matanića. Jedna je od rijetkih glumica koja uspješno balansira između kazališta, filma i televizije. Tako je televizijskoj publici najpoznatija po ulozi medicinske sestre Helge iz serije "Naša mala klinika", koju je igrala tri godine. 2007. dobiva nagradu "Ekran" Večernjeg lista za najbolju žensku ulogu u humorističnoj seriji. 
Iste godine postaje članica ansambla ZKM-a u kojem ostvaruje brojne uloge od kojih se izdvaja uloga u kultnoj predstavi "S druge strane" Nataše Rajković i Bobe Jelčića. Za svoj kazališni rad dobila je brojne nagrade kao što su Nagrada hrvatskog glumišta, Zlatni smijeh, nagrada Veljko Marčić i mnoge druge. 
Prvu glavu filmsku ulogu odigrala je u filmu Zrinka Ogreste "Iza stakla" 2008. godine za koju je i nagrađena Zlatnom Arenom Pulskog filmskog festivala. Slijede brojne uloge u mnogim hrvatskim filmovima. 
Časopis Globus ju je u svibnju 2010. u velikom tematu posvećenom novim hrvatskim filmskim glumcima proglasio jednom od predvodnica vrlo uspješne generacije hrvatskih filmskih glumica koje su se na početku 21. stoljeća potvrdile kao skupina najtalentiranijih i najzaposlenijih u regiji (uz Dariju Lorenci, Zrinku Cvitešić, Leonu Paraminski, Natašu Janjić i Mariju Škaričić.)
Godine 2015. postaje dramska prvakinja HNK u Zagrebu. Ubrzo se promeće u nositeljicu repertoara s brojnim uspješnim ulogama od kojih se izdvajaju Alisa Kos u Tri zime (r. Ivica Buljan), Maša u Tri sestre (r. Bobo Jelčić) i Nastasja Filipovna u Idiotu (r. Vasilij Senjin). Za svoj rad u HNK dobila je brojne glumačke nagrade uključujući i prestižnu nagradu Vladimir Nazor.

## Filmografija

### Televizijske uloge
- Kad zvoni? kao Gracijela (2005.)
- Žutokljunac kao Ružica (2005.)
- Naša mala klinika kao sestra Helga (2004. – 2007.)
- Bitange i princeze kao porno glumica (2008.)
- Luda kuća kao Verica Hohnjec (2008. – 2009.)
- Bračne vode kao Marica Kumarica (2008. – 2009.)
- Moja 3 zida kao Jadranka (2009.)
- Ko te šiša kao Lili (2018.)

### Filmske uloge
- Šverceri hlapić kao Nataša Mrlek (1999.)
- Fine mrtve djevojke  kao Lidija (2002.)
- Oprosti za kung fu kao Zorica (2004.)
- Pusti me da spavam kao Klara (2007.)
- Iza stakla kao Maja Jeren (2008.)
- Storm kao Belma Šulić (2009.)
- Metastaze kao Krpina žena (2009.)
- Drugi (2012.)
- Noćni brodovi (2012.)
- Zagrebačke priče vol. 2 (2012.)
- Svećenikova djeca kao Ane (2013.)

### Kazališne uloge

#### ZKM[3]
- S druge strane, Nataša Rajković i Bobo Jelčić, red. Nataša Rajković i Bobo Jelčić, 21.06.2006.
- Victor ili djeca na vlasti, Roger Vitrac, red. Haris Pašović, uloga: Esther, 10.11.2006.
- Galeb, Antun Pavlovič Čehov, red. Vasilij Senjin, uloga: Nina Mihajlovna Zarječnaja, 03.03.2007.
- Krijesnice, Tena Štivičić, red. Janusz Kica, uloga: Olga, 27.10.2007.
- Glasi iz Planina, prema motivima Planina Petra Zoranića i Tirene Marina Držića, red. Rene Medvešek, 27.07.2008.
- Polet, Gilles Granouillet, red. Jean-Claude Berutti, uloga: Honorina, 06.12.2008.
- Zagrebački pentagram, Filip Šovagović, Igor Rajki, Nina Mitrović, Damir Karakaš, Ivan Vidić, red. Paolo Magelli, 28.03.2009.
- Sedam dana u Zagrebu, Tena Štivičić, red. Tijana Zinajić, 13.06.2009.
- Put oko svijeta u 80 dana, Jules Verne, red. Krešimir Dolenčić, uloga: Auda, indijska princeza, 20.12.2009.
- Buđenje proljeća, po motivima Franka Wedekinda, red. Oliver Frljić, uloga: Wendla Bergmann, 22.05.2010.
- Ovo bi mogla biti moja ulica, Jelena Kovačić i Anica Tomić, red. Anica Tomić, uloga: Djevojka koja želi otići, 23.10.2010.
- Revizor, Nikolaj Vasiljevič Gogolj, red. Jernej Lorenci, uloga: Lukica Lukič - Eva Hlopova, 05.02.2011.
- Mauzer, Borut Šeparović, red. Borut Šeparović, 19.02.2011.
- Moj sin samo malo sporije hoda, Ivor Martinić, red. Janusz Kica, uloga: Sara, praizvedba 26.11.2011. u ZKM-u
- Idiot, Fjodor Mihajlovič Dostojevski, red. Ivan Popovski, uloga: Aglaja, 01.04.2012.
- Žuta crta, Juli Zeh i Charlotte Roos, red. Ivica Buljan, uloga: Prevoditeljica, Zaposlenica wellnes centra, Predstavnica medija, 13.10.2012.
- Galeb, Anton Pavlovič Čehov, red. Bobo Jelčić, uloga: Nina Mihajlovna Zarečna, 26.01.2013.
- Tartuffe, Jean-Baptiste Poquelin Molière, red. Jernej Lorenci, uloga: Marijana, 24.03.2013.
- Europa, Lutz Hübner, Malgorzata Sikorska-Miszczuk, Tena Štivičić i Steve Waters, red. Janusz Kica, 25.04.2013.
- Kako smo preživjele, po motivima eseja Slavenke Drakulić i pričama glumica, red. Dino Mustafić, 08.05.2014.
- 4.48 Psihoza, Sarah Kane, red. Božidar Violić, 12.10.2014.

#### HNK[4]
- Mi smo kraljevi a ne ljudi, Matija Ferlin, red. Matija Ferlin, 02.05.2015.
- Na kraju tjedna, Bobo Jelčić, red. Bobo Jelčić, 21.11.2015.
- Tri zime, Tena Štivičić, red. Ivica Buljan, uloga: Alisa Kos, 30.04.2016.
- Tartuffe, J. P. B.Molière, red. Eduard Miler, uloga: Dorine, 30.09.2016.
- Zimska priča, William Shakespeare, red. Polly Tritschler, uloga: Paulina, 12.02.2017.
- Ivanov, Anton Pavlovič Čehov, red. Eimuntas Nekrošius, uloga: Gošća, 05.05.2017.
- Kralj Lear, William Shakespeare, red. Janusz Kica, uloga: Cordelia, 23.02.2018.
- Svaki tvoj rođendan, Miro Gavran, red. Rene Medvešek, uloga: Bina, 30.12.2018.
- Tri sestre - Autorski projekt Bobe Jelčića prema drami A. P. Čehova, red. Bobo Jelčić, uloga: Maša, 18.10.2019.
- Idiot, Fjodor Mihajlovič Dostojevski, red. Vasilij Senjin, uloga: Nastasja Filipovna Baraškova, 30.12.2019.
- Gdje se kupuju nježnosti, Monika Herceg, red. Rene Medvešek, uloga: K, praizvedba 15.1.2021.
- Aretej, Miroslav Krleža, red. Ivica Buljan, uloga: Livija Ancila, 08.06.2021.
- Genijalna prijateljica, Elena Ferrante, red. Marina Pejnović, uloga: Raffaela Lila Lina Cerullo, 30.12.2021.
- Plodna voda, Marina Vujčić, red. Nenni Delmestre, uloga: Nora, 09.12.2022.

### Sinkronizacija
- Sinbad: Legenda o sedam mora kao Marina (2003.)
- Balto 3: Krila promjene kao Dipsy (2003.)
- Riba ribi grize rep kao Lola (2004.)
- Izbavitelji kao Mirage (2004.)
- Tarzan, 2 kao Terk (2005.)
- Animotoza u zemlji Nondove kao Izuzeto (2005.)
- Žuta minuta kao filmska Ava Kvakić (2005.)
- Preko ograde kao Gladys (2006.)
- Skatenini i Zlatne dine kao Idri (2006.)
- Vremenske svjetiljke tajanstvenog otoka kao Palli (2006.)
- Auti kao Kora Turbović (2006.)
- Stravičan u ludi svijet kao Džungla Jesi (2008.)
- Štrumpfovi kao Odile Anjelou (2011.)
- Tvrd orah, 2 kao Maja (2014., 2017.)
- Kako izdresirati zmaja 2, 3 kao Valka (2014., 2019.)
- Kralj lavova kao Shenzi (2019.)
- Film Angry Birds 2 kao Leda (2019.)

## Nagrade
- Nagrada hrvatskoga glumišta za mladog umjetnika do 28. godine. (2003./2004.), za uloge: Glumice  u predstavi Gretica, mlade Antigone u predstavi Antigona, kraljica u Tebi
- Nagrada Zlatni smijeh Sabrija Biser za ulogu u predstavi Gretica (2004.)
- Nagrada Večernjeg lista - Ekran za najbolju glumicu u televizijskoj seriji za ulogu sestre Helge (2007.)[3]
- Zlatna arena za najbolju glavnu žensku ulogu, 2008.[5]
- Nagrada publike Teatar.hr za najbolju glumicu godine, 2015.
- Nagrada za najbolje glumačko ostvarenje žirija čitatelja Slobodne Dalmacije na 27. Marulićevim danima za ulogu Alise Kos u predstavi Tri zime Tene Štivičić u režiji Ivice Buljana i izvedbi Drame HNK u Zagrebu, 2017.
- Nagrada Mila Dimitrijević za uloge Dorine u Molièreovu Tartuffeu u režiji Eduarda Milera, Pauline u Shakespeareovoj Zimskoj priči u režiji Polly Tritschler, i Gošće u Čehovljevu Ivanovu u režiji Eimuntasa Nekrošiusa i izvedbi Drame HNK u Zagrebu, 2017.[4]
- Nagrada na Festivalu malih scena u Rijeci za ulogu Lee u predstavi Kraljice
- Godišnja nagrada Vladimir Nazor - Kazališna umjetnost, 2020.[6]
- Nagrada hrvatskog glumišta za najbolja umjetnička ostvarenja u drami - Glavna ženska uloga, 2020.[7]
- Nagrada "Orlando" za ulogu Majke u predstavi ''Krvava svadba'' u programu 73. Dubrovačkih ljetnih igara, 2022.

## Vanjske poveznice
- Jadranka Đokić u internetskoj bazi filmova IMDb-u (engl.)
- Stranica na ZKM.hr
- Stranica na službenoj stranici Hrvatskog narodnog kazališta
- Globus o hrvatskim filmskim glumcima